# Rust in Peace
Rust in Peace é o quarto álbum de estúdio da banda americana de thrash metal Megadeth, lançado em 24 de setembro de 1990, pela Capitol Records. Desde seu lançamento, Rust in Peace tem sido frequentemente nomeado, por revistas e portais de renome, como um dos melhores discos de metal de todos os tempos, além de votações populares.  O álbum foi indicado no 33º Grammy Award na categoria Melhor Performance de Metal. Em adição, foi listado no livro 1001 Albums You Must Hear Before You Die. No Foundations Forum de 1991, o álbum recebeu um Concrete Foundations Award de "Top Radio Album" e o single "Hangar 18" ganhou o prêmio "Top Radio Cut".
Foi o primeiro álbum do Megadeth a contar com o guitarrista Marty Friedman e o baterista Nick Menza. As músicas "Hangar 18" e "Holy Wars... The Punishment Due" foram lançadas como singles. Uma versão remixada e remasterizada do álbum com quatro faixas bônus foi lançada em 2004. 
Ao longo dos anos após seu lançamento, diversas revistas e portais de renome elogiaram amplamente o álbum, como a Decibel, Kerrang! e Guitar World.

## Antecedentes e produção
Em 1988, o Megadeth apareceu no festival Monsters of Rock no Donington Park no Reino Unido, ao lado do Iron Maiden, Kiss, Helloween, Guns N' Roses e David Lee Roth. A banda se apresentou para um público de mais de 100.000 pessoas e logo foi adicionada à turnê europeia "Monsters of Rock", mas desistiu após o primeiro show devido aos problemas com drogas do baixista David Ellefson.
Outros problemas dentro da banda fizeram com que o vocalista e guitarrista Dave Mustaine demitisse o baterista Chuck Behler e o guitarrista Jeff Young, e cancelasse sua turnê australiana programada para 1988. Nick Menza, anteriormente técnico de bateria de Behler, foi contratado como o novo baterista da banda. A busca por um novo guitarrista foi um processo demorado; Mustaine examinou vários guitarristas para o trabalho, incluindo Dimebag Darrell do Pantera, que inicialmente recebeu a oferta do trabalho antes de recusar, pois solicitou que seu irmão do Pantera, o baterista Vinnie Paul, também fosse contratado. Jeff Waters do Annihilator também foi considerado.
Mustaine pediu ao guitarrista original do Megadeth, Chris Poland, para voltar à banda, com Poland gravando partes de guitarra solo em versões demo de todas as músicas que acabaram no álbum de estúdio. De acordo com Poland, ele estava "99 por cento indo se juntar" à banda, mas foi convencido a desistir por seu empresário. De acordo com Mustaine, um dos últimos guitarristas de quem ele ouviu falar, Marty Friedman, havia lhe enviado uma cópia de Dragon's Kiss, na qual Friedman tocou. Ao ouvir o disco, Mustaine fez com que Friedman fizesse um teste e o contratou. Esta se tornaria a primeira formação estável da banda e, como reconhecido pelos fãs, a formação 'clássica' do Megadeth.
O título do álbum Rust in Peace foi inspirado por um adesivo de para-choque que Mustaine viu na parte de trás de um veículo enquanto dirigia para casa de Lake Elsinore, Califórnia. O adesivo dizia: "Que todas as suas armas nucleares enferrujem em paz". Mustaine gostou do conceito e decidiu usá-lo como título para o próximo álbum do Megadeth. Rust in Peace foi gravado na Rumbo Recorders com o produtor Mike Clink, enquanto a mixagem foi feita por Max Norman. Clink foi trazido por seu trabalho em Appetite for Destruction do Guns N' Roses e Strangers in the Night do UFO. O trabalho do produtor lidou principalmente com o baixo, bateria e guitarra de Friedman. Em uma entrevista de 2002, Mustaine declarou que eles "realmente não fizeram o disco com [Clink]" já que na época ele estava focado em Use Your Illusion I e II do Guns N' Roses - que também estavam sendo gravados no Rumbo - e afirmou que a maior parte do trabalho no álbum foi feito por ele, Norman e o engenheiro Micajah Ryan.
A arte do álbum foi criada pelo artista Ed Repka, que já havia feito a capa de Peace Sells... but Who's Buying? em 1986. Ela faz referência ao "Hangar 18" e retrata o mascote da banda Vic Rattlehead e líderes mundiais da época observando um corpo alienígena. Além de criar a capa do álbum, Repka também forneceu a arte para os dois singles do álbum. O objeto que Rattlehead está segurando foi confirmado por Mustaine como um material semelhante à Kryptonita.
Os homens apresentados na capa são, da esquerda para a direita: o primeiro-ministro britânico John Major, o primeiro-ministro japonês Toshiki Kaifu, o presidente alemão Richard von Weizsäcker, o presidente soviético Mikhail Gorbatchov e o presidente dos Estados Unidos George H. W. Bush.

## Composição
Rust in Peace apresenta músicas com várias seções, mudanças de tempo e intrincadas performances de guitarra, tendo sido às vezes descrito como progressivo, inclusive pela própria banda. A este respeito, o álbum foi comparado com o álbum de 1988 do Metallica, ...And Justice for All (álbum), também conhecido por sua complexidade técnica. Além disso, o álbum apresenta vários temas líricos: religião, política e guerra, bem como questões pessoais de Mustaine, como sua luta contra o vício de drogas e álcool, teorias da conspiração OVNI  e até mesmo o personagem da Marvel Comics, Punisher.
A canção de abertura "Holy Wars... The Punishment Due" encontra inspiração temática derivada do conflito da Irlanda do Norte, no qual a comunidade nacionalista em grande parte católica estava em conflito com a comunidade legalmente protestante sobre a soberania dos seis condados do Norte. Mustaine disse que em um show em Antrim, na Irlanda do Norte, ele descobriu que camisetas piratas do Megadeth estavam à venda. Ele foi dissuadido de agir para removê-los, alegando que eles faziam parte das atividades de levantamento de fundos para "A Causa", explicados como algo que traz igualdade para católicos e protestantes na região. Gostando de como "A Causa" soou como lhe foi explicado, Mustaine dedicou uma performance de "Anarchy in the U.K" para isso, causando um tumulto na plateia. A banda foi forçada a viajar em um ônibus à prova de balas após o show. Este incidente, junto com o Justiceiro da Marvel, inspirou Mustaine a escrever a música.
"Rust in Peace... Polaris", aborda o tema da Guerra nuclear, com "Polaris" referindo-se ao míssil balístico intercontinental Polaris Lockheed UGM-27 da época da Guerra Fria. Mustaine revelou que a canção, originalmente intitulada "Child Saint", foi uma de suas composições anteriores, tendo sido escrita antes de seu mandato com o Metallica (1982-83). Nick Menza propôs o conceito de "Hangar 18", uma canção sobre as conspirações de OVNIs e a Área 51. Musicalmente, a música apresenta solos de guitarra gêmeos (harmonizados) após o verso.
Em 2017, mais de 25 anos após o lançamento do álbum, Dave Mustaine revelou que a maioria das abas de "Holy Wars" na web não transcreviam o riff principal corretamente, e ele mesmo postou a transcrição correta.

## Lançamento e recepção
| Críticas profissionais | Críticas profissionais |
| Avaliações da crítica  | Avaliações da crítica  |
| Fonte                  | Avaliação              |
| ---------------------- | ---------------------- |
| AllMusic               | [ 37 ]                 |
| Rolling Stone          | [ 38 ]                 |
| The Metal Observer     | [ 39 ]                 |
| MetalReviews           | [ 40 ]                 |
| Tartarean Desire       | [ 41 ]                 |
| Chicago Tribune        | [ 42 ]                 |
| Sputnikmusic           | [ 43 ]                 |
| Rock Hard              | [ 44 ]                 |
| Select                 | [ 45 ]                 |
| Entertainment Weekly   | B+                     |

Rust in Peace foi lançado em 24 de setembro de 1990 pela Capitol Records. Em 1994, o álbum foi certificado como platina pela Recording Industry Association of America (RIAA) por vender um milhão de cópias nos Estados Unidos. Rust in Peace, junto com o resto dos álbuns de estúdio do Megadeth lançados pela Capitol, foi remixado e remasterizado em 2004.
Após o lançamento, o álbum recebeu ampla aclamação da crítica. Greg Kot do Chicago Tribune chamou-o de álbum mais bem-sucedido do Megadeth, elogiando seu "virtuosismo instrumental, lirismo pensativo e raiva punk".
Robert Palmer, da Rolling Stone, escreveu que o álbum é uma demonstração de quão longe o conceito de "nasty speed thrash" pode ir sem ser "estereotipado e chato". Analisando o álbum para a Entertainment Weekly, Jim Farber descreveu a música como "pura velocidade, combinada com destreza" e as letras de Mustaine como "capricho niilista". Mike Stagno, da Sputnikmusic, concordou que a composição era "de primeira" no álbum, assim como a musicalidade rápida e técnica. Ele também falou muito bem da performance de guitarra de Friedman e Mustaine, chamando-os de "uma das duplas mais potentes da cena".
O crítico da Spin, Tom Nordlie, elogiou o álbum, considerando-o um "álbum maduro, complexo, surpreendentemente consoante e com pouca produção", e concluiu que Rust in Peace "nunca dorme". O jornalista musical Kim Cooper também observou a maturidade do álbum e escreveu que Rust in Peace "transcendeu o gênero hard rock e elevou a fasquia a um nível totalmente novo". Outra reação positiva veio de Rock Hard, cujo escritor Holger Stratmann afirmou que o disco era "puro Megadeth", cheio de "guitarras afiadas" e "vocais arrogantes".
O álbum foi um sucesso de vendas pelo mundo, ficando por várias semanas no Top 10 dos Estados Unidos. Produziu singles como "Hangar 18" e "Holy Wars... The Punishment Due". Em 2017, foi eleito o 19º melhor álbum de metal de todos os tempos pela revista Rolling Stone.
Rust in Peace recebeu uma indicação de Melhor Performance de Metal no 33º Grammy Awards, o vencedor tenha sido "Stone Cold Crazy" do Metallica. No ano seguinte, a canção "Hangar 18" também foi indicada nessa categoria, mas novamente o vencedor foi um trabalho do Metallica, desta vez seu álbum homônimo.

## Legado e influência

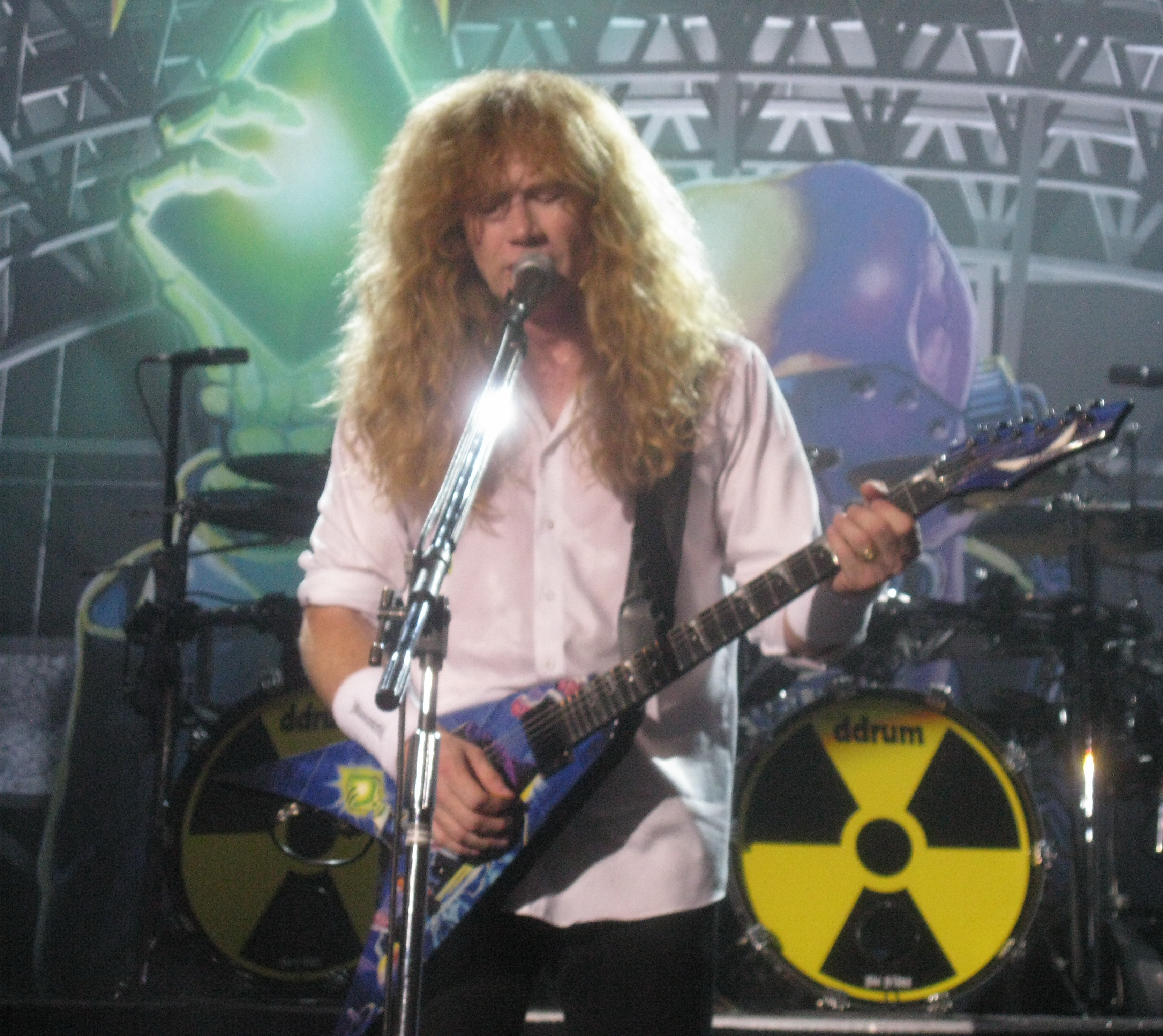
Dave Mustaine em Moscou durante a turnê do 20º aniversário do álbum.

Em análise retrospectiva, Rust in Peace foi citado como tendo um grande impacto em seu gênero. A revista de heavy metal Decibel rotulou o álbum como um "trabalho definidor de gênero", enquanto a Kerrang! escreveu que o disco "estabeleceu um novo padrão para o heavy metal nos anos 90". A IGN nomeou Rust in Peace o quarto álbum de heavy metal mais influente de todos os tempos, comentando que o álbum "exibe a melhor escrita de Dave Mustaine". Além disso, Martin Popoff o classificou em décimo primeiro lugar entre os melhores álbuns de heavy metal de todos os tempos. Em uma pesquisa de leitores organizada pela MusicRadar em 2010, Rust in Peace foi eleito o sexto melhor álbum de metal de todos os tempos. A equipe da MusicRadar explicou que o disco viu o Megadeth se movendo "para a grande liga", enquanto se mantinha fiel ao seu som e lirismo intrincados. O álbum foi indicado para Melhor Performance de Metal no 33º Grammy Awards. O álbum também foi incluído no livro 1001 Albums You Must Hear Before You Die.
As faixas "Holy Wars... The Punishment Due" e "Hangar 18" se tornaram itens básicos do set ao vivo do Megadeth e são as favoritas dos fãs. O solo de guitarra em "Tornado of Souls" é considerado um dos maiores solos do heavy metal. Em 2010, a banda anunciou uma turnê norte-americana de 22 shows para comemorar o 20º aniversário de Rust in Peace. A banda tocou o álbum inteiro em todos os shows. Datas na América do Sul e Central foram posteriormente adicionadas à turnê, devido à resposta positiva dos fãs. Em 2010, a Shout! Factory lançou uma gravação ao vivo filmada na parada do Hollywood Palladium da turnê, intitulada Rust in Peace Live. Foi lançado em 7 de setembro de 2010, nos formatos Blu-ray, CD e DVD, e estreou na posição 161 na Billboard 200 e na posição dois nas paradas de DVD da Billboard.

## Faixas
Todas as faixas foram escritas e compostas por Dave Mustaine, exceto onde anotado.
| N.º            | Título                            | Letras             | Música                        | Duração |  |
| 1.             | "Holy Wars... The Punishment Due" |                    |                               | 6:36    |  |
| 2.             | "Hangar 18"                       |                    |                               | 5:14    |  |
| 3.             | "Take No Prisoners"               |                    |                               | 3:28    |  |
| 4.             | "Five Magics"                     |                    |                               | 5:42    |  |
| 5.             | "Poison Was the Cure"             |                    |                               | 2:58    |  |
| 6.             | "Lucretia"                        |                    | Dave Mustaine, David Ellefson | 3:58    |  |
| 7.             | "Tornado of Souls"                | Mustaine, Ellefson |                               | 5:22    |  |
| 8.             | "Dawn Patrol"                     |                    | Ellefson                      | 1:50    |  |
| 9.             | "Rust in Peace... Polaris"        |                    |                               | 5:36    |  |
| Duração total: | Duração total:                    | Duração total:     | Duração total:                | 40:44   |  |

| Bônus do remaster de 2004 |                                          |                 |         |  |
| N.º                       | Título                                   | Compositor(es)  | Duração |  |
| 10.                       | "My Creation"                            | Menza, Mustaine | 1:36    |  |
| 11.                       | "Rust in Peace... Polaris" (demo)        | Mustaine        | 5:25    |  |
| 12.                       | "Holy Wars... the Punishment Due" (demo) | Mustaine        | 6:16    |  |
| 13.                       | "Take No Prisoners" (demo)               | Mustaine        | 3:23    |  |
| Duração total:            | Duração total:                           | Duração total:  | 57:15   |  |

## Créditos
Megadeth
- Dave Mustaine — vocal, guitarra
- Marty Friedman — guitarra, vocal de apoio
- David Ellefson — baixo, vocal de apoio
- Nick Menza — bateria

Músicos adicionais
- Sandra Rabin – riso em "Lucretia"[77]
- Chris Poland – guitarra solo (apenas faixas demo)

Obra de arte
- Ed Repka – ilustração de capa e arte
- Dave Mustaine – conceito de capa
- Gene Kirkland – fotografia
- Wendi Schaeffer – assistente de fotografia

## Elogios
| Região         | Ano  | Publicação                  | Elogio                                         | Classificação |
| -------------- | ---- | --------------------------- | ---------------------------------------------- | ------------- |
| Canadá         | 2004 | Martin Popoff               | Top 500 Heavy Metal Albums of all Time         | 11            |
| Reino Unido    | 2020 | Kerrang!                    | The 50 Best Albums From 1990                   | 1             |
| Reino Unido    | 1990 | Select                      | Albums of the Year                             | 46            |
| Reino Unido    | 2000 | Terrorizer                  | The 100 Most Important Albums of the 90s       | *             |
| Reino Unido    | 2006 | Classic Rock & Metal Hammer | The 200 Greatest Albums of the 90s             | *             |
| Reino Unido    | 2010 | MusicRadar                  | The 50 Greatest Heavy Metal Albums of All Time | 6             |
| Reino Unido    | 2014 | Metal Hammer                | 50 Hottest Thrash Albums of All Time           | 3             |
| Estados Unidos | 2002 | Revolver                    | The 69 Greatest Metal Albums of All Time       | 54            |
| Estados Unidos | 2011 | Robert Dimery               | 1001 Albums You Must Hear Before You Die       | *             |
| Estados Unidos | 2007 | IGN                         | Top 25 Metal Albums                            | 4             |
| Estados Unidos | 2017 | Rolling Stone               | 100 Greatest Metal Albums of All Time          | 19            |

## Desempenho nas paradas e vendas
| Parada musical (1990)    | Melhor posição |
| ------------------------ | -------------- |
| Australian Albums Chart  | 47             |
| Canadian Albums Chart    | 70             |
| Dutch Albums Chart       | 72             |
| German Albums Chart      | 21             |
| Japanese Albums Chart    | 29             |
| New Zealand Albums Chart | 35             |
| Swedish Albums Chart     | 34             |
| Swiss Albums Chart       | 29             |
| UK Albums Chart          | 8              |
| US Billboard 200         | 23             |

| País           | Certificação | Vendas    |
| -------------- | ------------ | --------- |
| Canadá         | Platina      | 100.000   |
| Estados Unidos | Platina      | 1.000.000 |
| Reino Unido    | Prata        | 60.000    |